# Zach Thornton
Zach Thornton (Edgewood, Maryland, Estados Unidos; 10 de octubre de 1973 ) es un portero estadounidense de fútbol retirado, que jugó 16 temporadas en la Major League Soccer, vistió las camisetas de New York/New Jersey MetroStars, Chicago Fire, Colorado Rapids, New York Red Bulls y Chivas USA, hasta su retiro en 2011.
Fue el portero titular del Chicago Fire que ganó la MLS Cup del 98. Zach, Chris Armas y C.J Brown son los únicos tres jugadores que fueron parte de los seis campeonatos del Chicago Fire entre los años 1998 al 2006.
Zach actualmente es el entrenador de porteros del D.C. United, cargo que ocupa desde 2015.

## Trayectoria

### Clubes
| Club                            | País           | Año         |
| ------------------------------- | -------------- | ----------- |
| Baltimore Bays                  | Estados Unidos | 1993        |
| MetroStars                      | Estados Unidos | 1996 - 1997 |
| North Jersey Imperials (cesión) | Estados Unidos | 1997        |
| Chicago Fire                    | Estados Unidos | 1998 - 2006 |
| SL Benfica (cesión)             | Portugal       | 2004        |
| Colorado Rapids                 | Estados Unidos | 2007        |
| New York Red Bulls              | Estados Unidos | 2008        |
| Chivas USA                      | Estados Unidos | 2008 - 2011 |